# Via spino-cerebellare dorsale
La via spino-cerebellare dorsale è un fascio di neuroni che trasporta informazioni propriocettive non coscienti prevalentemente dagli arti inferiori.

## Decorso
Decorre posteriormente al fascio spino-cerebellare ventrale nel midollo spinale e fa riferimento al nucleo di Clarke nella sostanza grigia midollare. Non decussa e giunge al cervelletto tramite il peduncolo cerebellare inferiore, pertanto funzionalmente ogni emisfero cerebellare riceve informazioni omolateralmente.